# Район Чійода
35°41′37.93″ пн. ш. 139°45′07.52″ сх. д. / 35.6938694° пн. ш. 139.7520889° сх. д.
Райо́н Чійо́да (яп. 千代田区, ちよだく, МФА: [t͡ɕijoda ku̥], «Тисячопольний район») — особливий район в японській столиці Токіо.

## Короткі відомості

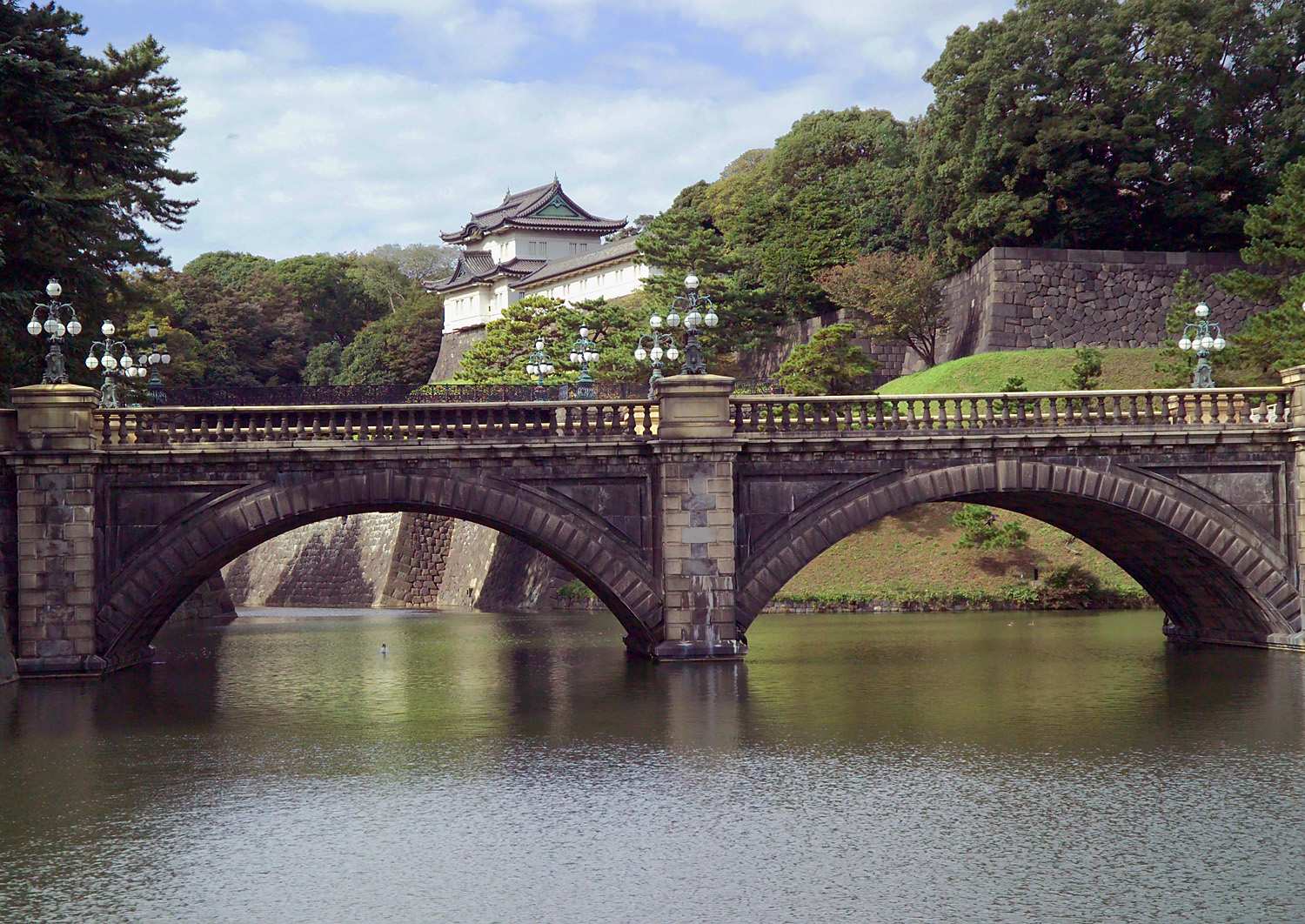
Кам'яний міст замку Едо, що веде до Імператорського палацу.

Район Чійода розташований в центральній частині столиці Японії, на північному сході метрополії Токіо. Разом із районами Чюо та Мінато він складає її осердя. Центральну частину Чійоди займає замок Едо — колишня резиденція шьоґунату Токуґава, сучасний Токійський Імператорський палац. Межі району відповідають лінії колишнього зовнішнього рову, що оточував призамкове містечко.
Західну частину району Чійода займає плато Яманоте, а східну — алювіальна низина. До 16 століття межею між ними були урвисті пагорби, що називалися горами Канда (Суруґа-дай) й Момідзі. В районі Маруноучі існувала мілка затока Хібія, яка була утрамбована після 1590 року у зв'язку із будівництвом замку.
Район Чійода було утворено 1947 року шляхом об'єднання двох столичних районів Коджімачі й Канда. Походження назви району достеменно невідоме. За однією з гіпотез вона походить від села Чійода, на теренах якого полководець Ота Докан розбудував Едоський замок. За іншою гіпотезою, Чійода була іншою назвою того самого замку.
У 17 — 19 століттях історичні місцевості Джьонай, Маруноучі й Хібія району були відведені під садиби удільних володарів, які через кожен рік прибували на службу шьоґунату. В місцевостях Суруґа-дай, Банчьо й Коджімачі стояли будинки гвардійців і васалів шьоґуна. Територія Канди була місцем проживання міщан та іншого простолюду. З півдня і сходу ці райони були оточені зовнішнім замковим ровом, ліквідованим після Другої світової війни.
В районі Чійода розташований Токійський вокзал, головна залізнична станція Токіо і Японії, що працює з 1914 року. Через нього проходять основні лінії найбільшої залізничної компанії JR — лінії швидкісного потягу шінкансен Токайдо-Санйо, Тохоку-Ямаґата-Акіта, Джьоецу-Наґано, основні лінії Токайдо і Сому, лінії Чюо, Йокосука, Яманоте, Кейхін-Тохоку та Кеййо. Оскільки район є осердям столиці, його перетинають майже всі лінії токійського метрополітену — Ґіндза, Маруноучі, Тосай, Чійода, Хібія, Юракучьо, Хандзомон, Намбоку, Міта, Шінджюку. Також районом проходить експрес Цукуба. Головними швидкісними автотрасами Чійоди, що формують столичну окружну дорогу, є траса Уено № 1, траса Сіндзюку № 2, траса Ікебукуро № 5. Крім цього районом пролягають державні автошляхи № 1, № 4, № 17, № 20.
На захід від Токійського вокзалу, на території кварталів Оте й Маруноучі, розташований район хмарочосів. В них розміщені офіси підприємств, банки, адміністративні будівлі. В цьому районі також знаходиться Центральна штаб-квартира пошти Японії. На південь від вокзалу, поблизу станції Юракучьо, розташовані райони комерції та розваг. Поруч простирається парк Хібія, найстаріший японський парк європейського зразка. В місцевості Касуміґасекі сконцентровані органи виконавчої влади і будівлі Кабінету міністрів Японії, а в кварталі Наґата — будинок Парламенту та його дочірні установи.
Станом на 1 жовтня 2008 площа району становила 11,64 км². Станом на 1 липня 2011 населення району становило 47 591 осіб.

## Географія
Площа району Чійода на 1 жовтня 2008 становила близько 11,64 км².

### Місцевості
- Наґата — урядовий квартал, центр політичного життя Японії.

## Населення
Населення району Чійода на 1 липня 2011 становило близько 47 591 осіб. Густота населення становила 4088,6 осіб/км².

## Урядові будівлі
- Верховний Суд Японії
- Замок Едо
- Імператорський палац
- Метеорологічне управління Японії
- Міністерство добробуту і праці Японії
- Міністерство економіки і промисловості Японії
- Міністерство закордонних справ Японії
- Міністерство культури і науки Японії
- Міністерство землі та транспорту Японії
- Міністерство фінансів Японії
- Міністерство юстиції Японії
- Парламент Японії (Будинок Парламенту Японії)
- Секретаріат Кабінету Міністрів Японії

## Засоби масової інформації
- Іванамі Шьотен
- Шьоґакукан

## Освіта
- Софійський університет (Японія)
- Токійський медично-стоматологічний університет (додатковий кампус)
- Університет Ніхон
- Університет Хосей
- Університет Хітоцубаші (додатковий кампус)
- Цукубський університет (додатковий кампус)
- Національний архів Японії
- Національна парламентська бібліотека Японії

## Релігія
- Миколаївський собор (Токіо) (ЯПЦ)
- Святилище Ясукуні (синтоїстське святилище)
- Церква святого Ігнатія (Токіо) (РКЦ)

## Спорт
- Палац бойових мистецтв Японії

## Уроджненці
- Йошіда Шіґеру — прем'єр-міністр Японії (1946—1947, 1948—1954)
- Тоджьо Хідекі — прем'єр-міністр Японії (1941—1944)

## Галерея

Розташування